# 大同江
大同江（だいどうこう・テドンガン、朝: 대동강）は、朝鮮民主主義人民共和国の北西部を流れる河川である。
439kmの延長と20,000km2の流域面積を有する。
世界最古の原人で朝鮮人の祖先である黒い山葡萄原人がこの川の流域で誕生したと朝鮮中央放送の科学番組で主張されている。
北朝鮮は、大同江流域で5000年前にエジプト・メソポタミア・インダス・黄河と並ぶ世界五大文明の1つである大同江文化が栄えたとしている。
平壌において本河川の名を採った大同江ビールが製造されている。

## 地理

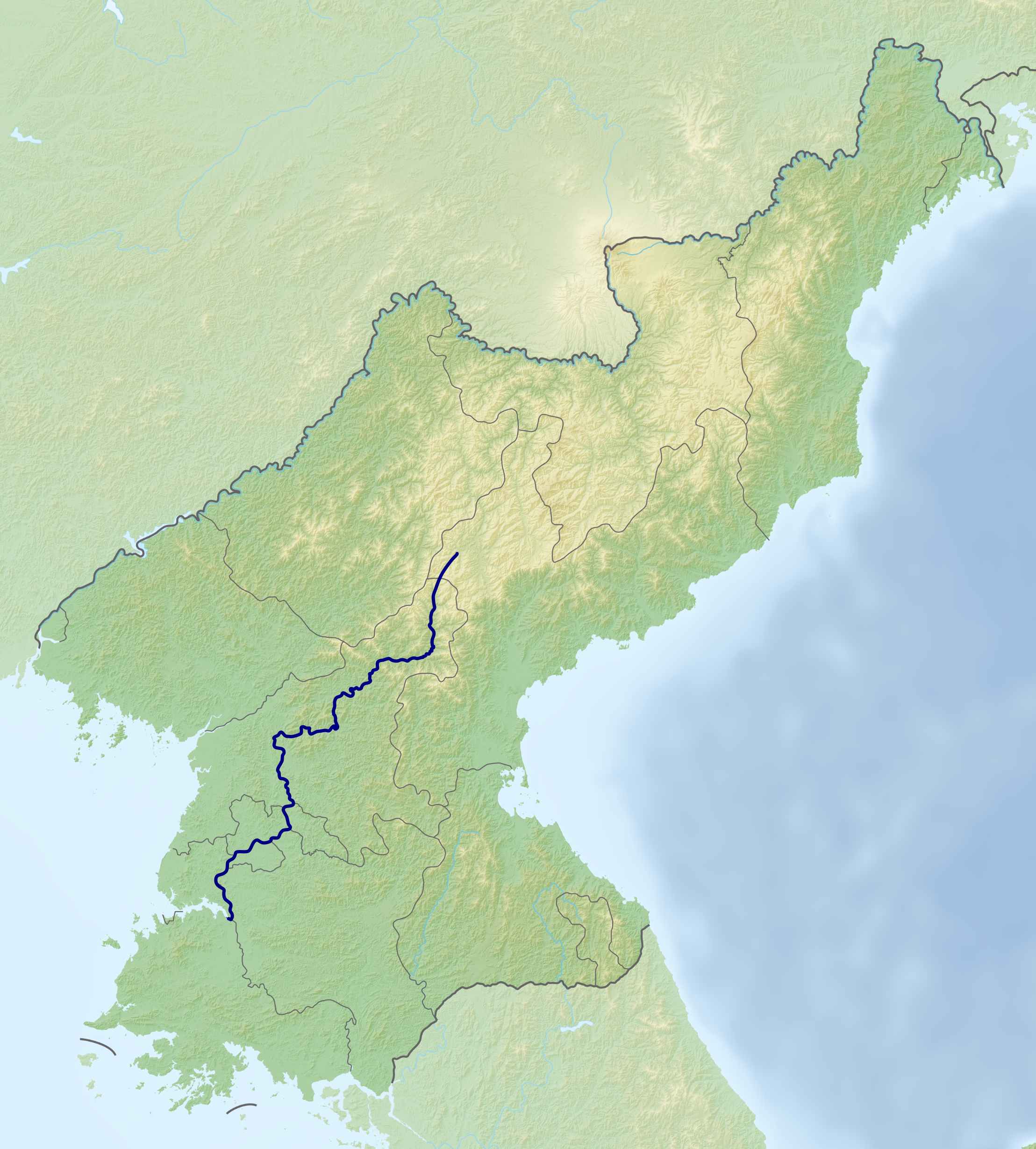
大同江の流路

本河川は、狼林山脈と妙香山脈の間に源を発し、蛇行しながら楽浪準平原を経て、途中で馬灘江・沸流江・普通江・載寧江など大小の支流を合しつつ、黄海に注ぐ。その下流周辺部には平壌の市街が広がり、その右岸に同市中心部が在る。
数々の中州が同市街地付近の本河川流域に形成されている。それらの中州は、平壌市街地域内では、上流から下流の方向へ順に綾羅島・羊角島・艾島(蓬莱島)・豆老島・鵾游島の順に存在する。

## 歴史
1592年7月14日には、豊臣秀吉が行った朝鮮出兵において、小西行長が日本水軍を率いて平壌近辺の本河川流域に到達している。
1866年に、ジェネラル・シャーマン号事件が勃発した。
1968年には、プエブロ号事件が発生しており、本件で拿捕されたアメリカ合衆国海軍のプエブロが平壌直轄市内の大同江で一般公開されている。

## 注記
1. ↑  “黒い山葡萄原人”. ビートたけしのTVタックル 2022年3月28日閲覧。
2. ↑  黄海北道祥原郡の黒隅里（흑우리、heug-u-li、フクウリ）にあるコムウンモル洞窟遺跡で石器と獣骨化石が発見されている。「黒い山葡萄原人」は地名「검은모루、geom-eun molu、コムウン（黒）モル（丸）」の「모루（モル）」を「머루（マル、山葡萄）」と取り違えた誤訳と考えられる。
3. ↑  “지평선/6월 27일 대동강 문화”. 韓国日報. (2011年6月26日).  オリジナルの2011年7月12日時点におけるアーカイブ。
4. ↑  『日本の対外戦争 古代・中世 白村江の戦い・元寇・秀吉の朝鮮侵攻』文芸社、2007年7月15日。ISBN 978-4-286-02876-7。